# 島大介
島 大介（しま だいすけ）は、アニメ「宇宙戦艦ヤマトシリーズ」の登場人物。

## キャラクター解説
宇宙戦艦ヤマト航海班長で、ヤマト操舵手。『宇宙戦艦ヤマトIII』ではヤマト副長を兼任。
戦闘班長の古代進とは宇宙戦士訓練学校の同期であり、良き親友。性格は血気盛んな古代と対照的な優等生タイプで、古代よりも精神的には大人の面が強調されていた。古代との対比を強調するため、声も野村信次で既に録音を終えていたところを急遽仲村に差し替えられている。
普段は礼儀正しく温厚で人当たりがよいが、与えられた仕事に対する責任感は人一倍強く、ヤマト航海班長として運行計画の進行と船の安全を常に最優先に考えているため、その障害になっていると見なせば、相手が親友であろうが目上であろうが臆することなく立ち向かっていく気骨を持っているが、その分頑固で融通が利かない部分が目立つことも多い。
家庭は両親と歳の離れた弟の次郎の4人家族。

## 劇中での登場
宇宙戦艦ヤマト
第1話から登場。火星の訓練基地でヤマトによる地球脱出のための特別訓練に勤しんでいたとき、イスカンダルからのメッセージを古代と一緒に受け取り、ヤマトの目的の変更に伴って地球に家族を残し、航海班長としてイスカンダルへと旅立つ。
ガミラスへの個人的な復讐心もあって戦闘に積極的な古代に真っ向から苦言を呈したり、エンジン・マネージメントの遅滞を理由に機関長の徳川彦左衛門を罵倒した上、それを窘める艦長の沖田十三に口答えしたり、航海用計器の異常を感知するや否や艦長代理としての古代の指揮権を無視して直ちに停船命令を出したりしている。
当初は森雪を古代より積極的に女性として意識している演出がなされており、彼女を巡って古代と三角関係になるかと思われたが、途中からはお互いに軽口を叩き合う友人関係へ変化していく。他のクルーとは違い、最後まで雪を呼び捨てにすることもない。
小説版（石津嵐）
「島大助」という名前で登場。主人公の同期・親友という役柄や性格などの設定は、アニメ版のストーリーとほぼ同じだが、古代（小説内では「古代ススム」）、雪との三角関係による失恋（大助が雪にラブレターを出すものの、雪の心はススムにあったことを知って失恋）が元で、物語中盤のガミラス艦隊との戦闘で古代の艦載機へ乗って無断出撃し、そのまま行方不明になる。後にガミラスによってサイボーグ手術と洗脳を受けた状態でヤマトへ戻され、真田佐助の殺害や乗組員の大量毒殺などの破壊工作を行うが、沖田に正体を見破られてススムの手によって破壊される。
さらば宇宙戦艦ヤマト 愛の戦士たち
本作では慎重な性格と原則に忠実で保守的な面が再び強調されており、防衛軍上層部の意向に反してヤマトを発進させようとする古代らを尻目に、命令に反してヤマトに乗り組んで行くべきか否か最後まで悩むという、ある意味での真面目さも見せていた。彗星帝国の超巨大戦艦を倒す最後の手段として古代と共にヤマトと運命を共にすることを志願するが、彼に諭され、相原、太田、南部らと共に生き残ることになる。
宇宙戦艦ヤマト2
第2話から登場。『さらば』同様、ヤマトの無断発進には乗り気でなく、古代に対しても出航を取りやめるよう説得をするが、最終的はヤマトに舞い戻る。なお、『さらば』とは異なり、発進直前に現れる。
テレサとのロマンスエピソードが追加されており、第7話以降に航路設定の情報収集の名目でテレサからの通信を（半ば強引に）相原義一に代わって取り扱ううち、テレサと恋仲になる。第23話においてデスラー艦での白兵戦の際に敵の銃撃により宇宙空間へ投げ出されて漂流するが、テレサからの輸血で一命をとりとめ、第26話でヤマトへと託されて地球に帰還する。
宇宙戦艦ヤマト 新たなる旅立ち
序盤で他の乗組員と共に退院した後、英雄の丘で黙祷が行われた際は、超巨大戦艦に特攻したテレサの姿を想像している（島は気を失っていたため、テレサが特攻した様子を目撃していない）。ヤマト発進の際には北野哲の指導をしており、彼が臆して固まった時には、自分の手を彼の手にかぶせていっしょに操縦桿を引く。
なお、退院の際に弟の次郎が駆け付けているが、本編ではカットされている。
ヤマトよ永遠に
無人艦隊のコントロールタワーに勤務。暗黒星団帝国艦隊からの攻撃を受けて無人艦隊は全滅し、コントロールタワーも被弾・大破したために補佐役の徳川太助とともに脱出する。英雄の丘で古代たち他のメインスタッフたちと再会し、高速連絡艇を操縦してヤマトが隠されている小惑星イカルスへ向かう。その後は航海長としてヤマトを操縦し、暗黒銀河にある敵母星へと旅立つ。
宇宙戦艦ヤマトIII
第1話から登場。真田志郎と共に副長へに昇格し、艦長に就任した古代をサポートする。第7話では、同期の古代が艦長で自分が副長という状況を素直に喜べない部分があったことを告白するも、ケンタウルス座アルファ星のスナックでの喧嘩仲裁の一件を機に古代と和解し、今までと変わらず協力を誓う。
宇宙戦艦ヤマト 完結編
都市衛星ウルクとの戦いで負傷し、大爆発を起こすウルクから満身創痍でヤマトを発進させるが、そこで力尽き戦死する。息を引き取る際、雪に対して「君が好きだった。最初に君を見つけたのは、古代じゃなく俺だもんな」と告白している。しかし、島が古代より先に雪を見つけたのは松本零士の漫画版でのことで、アニメ版では2人ほぼ同時に雪を見つけている。

## リメイクアニメ
『宇宙戦艦ヤマト』のリメイク作品である『宇宙戦艦ヤマト2199』を初作とする本シリーズでは、初登場時点で訓練生ではなく士官となっており、「ヤマト計画」の前身である「イズモ計画」の選抜メンバーであり、そこからヤマトクルーに抜擢されたという設定が存在する。2178年8月15日生まれで、年齢は『2199』時点で20歳に変更されている。また、本作で初めて「沖縄県出身」との設定が付加されたが、それらしさを表す描写は特にはない。旧作シリーズと比べると肌の色は若干浅黒く、顔はやや美形になるように注文を受けてデザインされている。
ヤマト航海科所属の航海長、階級は一尉（一等宙尉）。元々は三尉（三等宙尉）で、航海長の候補者がガミラスの空爆を受けて戦死したため、島が二階級特進して航海長を拝命する。また、幼い頃は宇宙商船学校に入り内惑星航路の船員になることを夢見ていたが、父の戦死を受けて同じ宇宙海軍を目指し、航宙軍士官候補生学校に入学したという経緯がある。
任務優先で固い性格だった旧作シリーズに比べると、本作では若干軽い性格をしている。これは、登場人物増加の影響におけるストーリーの群衆劇化により、古代の性格が独断行動に走らないようやや熱血味が抑えられた真面目な性格へ変更されたことから、バランスをとるための変更である。
家族は父の大吾が8年前のガミラスとの初遭遇時に戦死したため、母の沙織と弟の次郎の3人のみという母子家庭である。父を船乗りとして深く尊敬しており、劇中では父の残した言葉を胸に留めている。

### 劇中での登場（リメイクアニメ）
宇宙戦艦ヤマト2199 / 宇宙戦艦ヤマト2199 星巡る方舟
第1話から登場。年齢は20歳。メ号作戦において、イスカンダルの使者との接触を図る役割を担うために火星で待機し、目的である「波動コア」を回収する。そして、役目を終えて地球に帰還した後、第2話でヤマト航海長を拝命してヤマトへ乗艦する。
ガミラスとのファーストコンタクトの真相を知らず、ガミラスが先制攻撃したという政府広報を信じている。それゆえに第10話でガミラス軍人のメルダ・ディッツから「先制攻撃は地球側」と主張された際には強く反論したうえ、第11話で大吾の元部下の山崎奨から地球側の先制攻撃の事実を告げられた際にもひどくショックを受けて信じようとせず、彼のことを「父の名誉を汚した」と罵倒する。これ以降は苛立ちを募らせ、第12話でガミラスと信頼関係を築けるとする古代の考えを「つまらない理想主義」と罵り口論になった際には、沖田から古代とともに罰清掃を命じられる。罰清掃中に徳川や山本玲から諭され、自身の気持ちに整理をつけて古代と和解する。
銀河系外に出てしばらく経った第15話で、ひそかにイズモ計画に傾倒する新見薫から勧誘される。そしてイズモ計画派に賛同し、第16話でビーメラ4に停留した際に伊東真也や新見とともに反乱を起こしたかに見えたが、実際にはイズモ計画派の動向を内偵していた星名透に協力して二重スパイとなっており、反乱の鎮圧に貢献している。
最終話では絵コンテの段階まで山崎と和解するシーンが存在したが、本編ではカットされた。また、劇場総集編『宇宙戦艦ヤマト2199 追憶の航海』では、むらかわみちおによるエンディングイラストの1つとして、浴場で島が山崎の背中を流している場面が存在しており、むらかわなりの島と山崎のその後が描かれた形となっている。その後、劇場新作『星巡る方舟』でも、山崎とのやり取りが多めに描かれている。
宇宙戦艦ヤマト2202 愛の戦士たち
第2話から登場。年齢は24歳。地球連邦防衛軍輸送艦隊に勤務している。古代たちが地球への反乱になることを覚悟でテレザート星に旅立とうとしたときには、他のクルーと違って協力を即答せずにいたが、古代たちを拘束しようとする武装兵のメンバーに変装してヤマトに乗艦。以後は再び航海長としてヤマトの舵取りを務める。

## SPACE BATTLESHIP ヤマト
アニメ版で弟の名前だった「次郎」という5歳の息子と妻がいるが、古代が撃墜した遊星爆弾で第2宇宙ステーションが破壊され、古代の両親が犠牲になった際、一緒にいて巻き込まれた妻のお腹にいた息子は、出生後に口が利けなくなっている。

## 担当キャスト
- 声優
  - 仲村秀生 - テレビアニメ第1作準拠のシリーズ関連作品[2]
  - 野村信次 - テレビアニメ第1作NG版第1話
  - ささきいさお - 『宇宙戦艦ヤマト 完結編』[注 7]、『宇宙戦艦ヤマト 遥かなる星イスカンダル』[3]
  - 田中秀幸 - PS版『さらば宇宙戦艦ヤマト 愛の戦士たち』[4]以降のPSゲームシリーズ作品、『特打ヒーローズ 宇宙戦艦ヤマト 〜タイピング拡散波動砲〜』
  - 鈴村健一 - 『宇宙戦艦ヤマト2199』以降のリメイク作品[5][6]
- 俳優
  - 緒形直人 - 『SPACE BATTLESHIP ヤマト』[1]

### 完結編における声優変更について
『完結編』では島の声優は仲村、ささきのダブルキャストになっており、完成作品では両者の声が混在している。この経緯について複数の証言がある。
- 仲村秀生の体調不良
  - 仲村の関係者によると、仲村は当時入退院を繰り返し（後に眼圧低下で台本を読むのが困難になっていたと明かしている）、ささきに代役を頼んだと公開時に発売されたロマンアルバム内で明かされており、仲村とささきのコメントも添えられていた。また、仲村によるとささきの収録後、ささきの演技に納得のいかないスタッフが仲村の病室に機材を持ち込み収録を行ったという[16]。
- 西﨑義展の意向
  - 本作の音響監督である本田保則は、ささきの登板は実際には西﨑の意向だったとしている。西﨑は「島のセリフはささきいさおのようにしっかりと喋らせたい」と主張しささきの登板を決定。この一件により仲村の続投を主張した音響監督の田代敦巳は降板し、本田が起用された[注 9]。その後、本田も仲村の続投を西﨑に進言したため仲村で先に収録を行うが、収録後に西﨑は改めて全編ささきで行く姿勢を見せたためささきで再収録。最終的に、完成作品ではダブルキャストになったという[17]。